# Miri
Miri – miasto w Malezji, na północnym wybrzeżu Borneo, w stanie Sarawak. Około 239,6 tys. mieszkańców.

## Miasta partnerskie
- Singkawang, Indonezja
- Tangerang, Indonezja